# Apache Spark
Apache Spark (от англ. spark — искра, вспышка) — фреймворк с открытым исходным кодом для реализации распределённой обработки данных, входящий в экосистему проектов Hadoop. В отличие от классического обработчика из ядра Hadoop, реализующего двухуровневую концепцию MapReduce с хранением промежуточных данных на накопителях, Spark работает в парадигме резидентных вычислений — обрабатывает данные в оперативной памяти, благодаря чему позволяет получать значительный выигрыш в скорости работы для некоторых классов задач, в частности, возможность многократного доступа к загруженным в память пользовательским данным делает библиотеку привлекательной для алгоритмов машинного обучения.
Проект предоставляет программные интерфейсы для языков Java, Scala, Python, R. Изначально написан на Scala, впоследствии добавлена существенная часть кода на Java для предоставления возможности написания программ непосредственно на Java. Состоит из ядра и нескольких расширений, таких как Spark SQL (позволяет выполнять SQL-запросы над данными), Spark Streaming (надстройка для обработки потоковых данных), Spark MLlib (набор библиотек машинного обучения), GraphX (предназначено для распределённой обработки графов). Может работать как в среде кластера Hadoop под управлением YARN, так и без компонентов ядра Hadoop, поддерживает несколько распределённых систем хранения — HDFS, OpenStack Swift, NoSQL-СУБД Cassandra, Amazon S3.
Ключевой автор — румынско-канадский учёный в области информатики Матей Захария (англ. Matei Zaharia), начал работу над проектом в 2009 году, будучи аспирантом Университета Калифорнии в Беркли. В 2010 году проект опубликован под лицензией BSD, в 2013 году передан фонду Apache и переведён на лицензию Apache 2.0, в 2014 году принят в число проектов верхнего уровня Apache. В 2022 году проект получил ежегодную премию SIGMOD в номинации «Системы».